# たらこ
| 項目                                 | 分量（g） |
| ------------------------------------ | --------- |
| 脂肪総量                             | 4.7       |
| 脂肪酸総量                           | 2.8       |
| 飽和脂肪酸                           | 0.71      |
| 一価不飽和脂肪酸                     | 0.81      |
| 多価不飽和脂肪酸                     | 1.3       |
| 18:2（n-6）リノール酸                | 0.017     |
| 18:3（n-3）α-リノレン酸              | 0.006     |
| 20:4（n-6）アラキドン酸              | 0.039     |
| 20:5（n-3）エイコサペンタエン酸(EPA) | 0.039     |
| 22:6（n-3）ドコサヘキサエン酸(DHA)   | 0.6       |

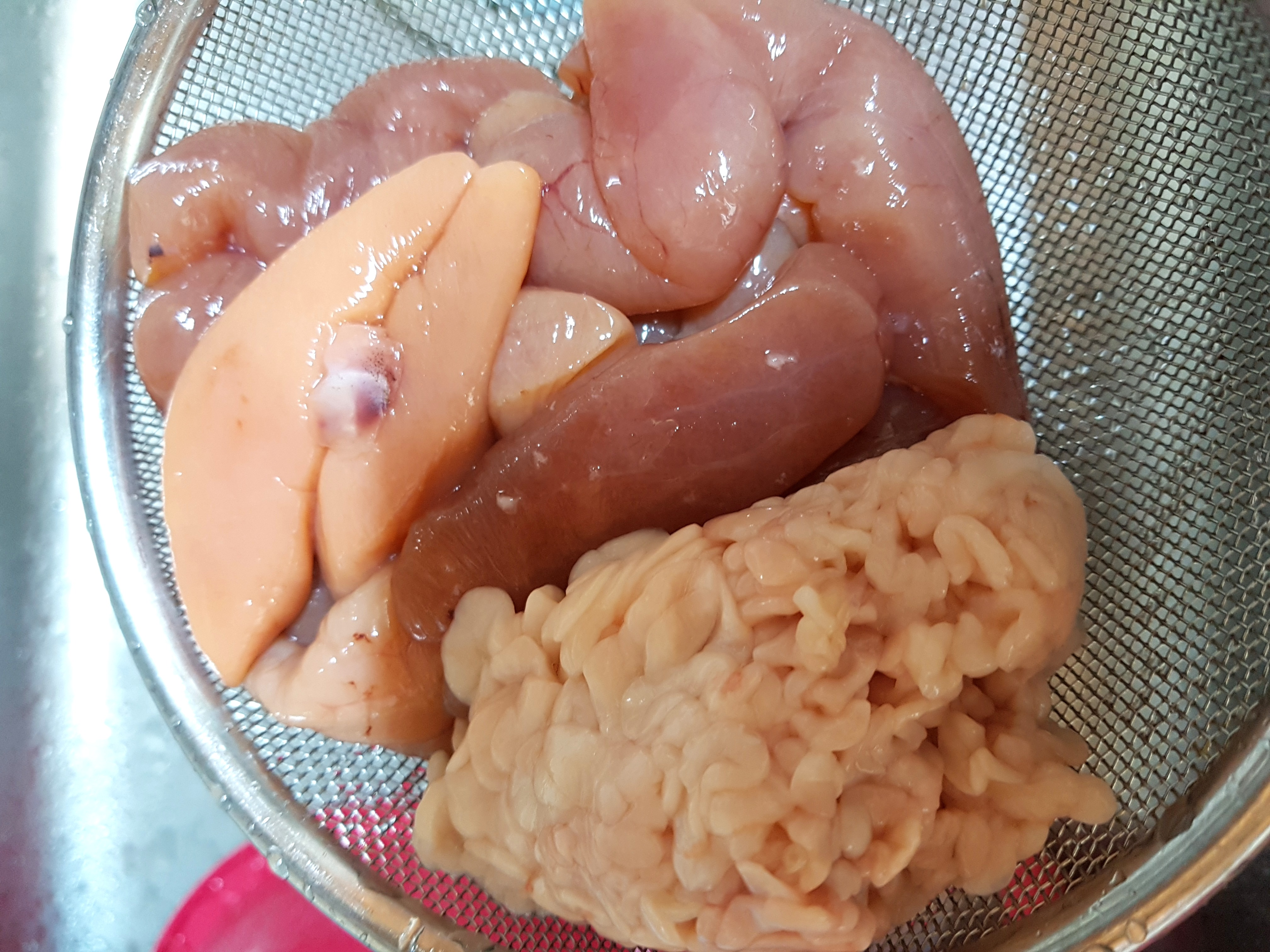
スケトウダラのレバー、魚卵、白子

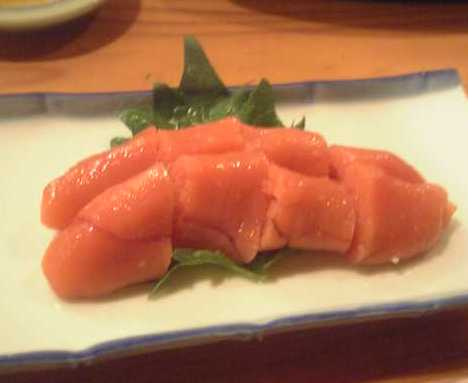
たらこ

たらこ（鱈子）は、タラの卵巣（魚卵）、およびそれを加工した食品。広義にはマダラ（真鱈）も含むが、一般にたらこと呼ばれるものは、スケトウダラ（スケソウダラ）の卵巣を塩漬けにしたものを指すことが多い。日本国内の主な産地は北海道など。

## 概要
塩漬けにしたもの（塩たらこ）をそのまま食べるほか、これを加熱して焼きたらことしたり、おにぎりの具材やお茶漬けの具、あるいはイカと和えて酒肴としたりなど、和食全般にわたり使用される一般的な食材である。別名赤いダイヤとも呼ばれている。
塩分およびコレステロールが高い。ビタミンA、ビタミンB3（ナイアシン）が豊富に含まれる。主な成分は水分約65%、たんぱく質28.5%、脂質1.7%。ときどき表面に暗緑色のしみがあるものがあるが、これは胆汁である。
なお、マダラの卵でタラコが作られることはない。理由はマダラ子そのものが加熱調理用食材として産地では親しまれていること、スケソウダラのものよりサイズが数倍になるため、味が染みるのに時間がかかる、色が黒っぽいため見た目が良くない、マダラ自体が鮮度低下の早い魚であるという理由が挙げられる。

## 歴史
遠藤元閑の『茶湯献立指南』（1696年）、に「鱈の子は北国より出る名物也」とあるように、少なくとも江戸時代前期にはすでに食されていた。1903年頃、北海道で不振であったマダラにかわってスケトウダラの漁が発展したことから卵の加工が始まった。1905年に東京で出版された奥村繁次郎の料理本には、「冬季より二三月頃へかけて、何処の塩魚店の店頭にも並んで」おり、多くの人は酢をかけて食していたことが記されている。
現在の日本では北海道白老町の虎杖浜が一番有名な産地となっている。
2006年にはたらこを使用したパスタソースのCMソングとして「たらこ・たらこ・たらこ」がリリースされ、国内外で話題を呼んだ。

## 名称
昭和30年代くらいまでは「鱈の子（たらのこ）」と呼ばれることが多かった。「鱈子」と書いて「たらのこ」とも「たらこ」とも読めるため、いつごろから「たらこ」と呼ばれ始めたか判然としないが、はっきりカナで書かれたものとして、日本国語大辞典は開高健の『青い日曜日』（1965-67年）を文献初出として挙げている。
北信越地方や北海道では、「紅葉子（もみじこ）」との別称がある。
今日では辛子明太子の略称として用いられることの多い「明太子」は、発祥の地である福岡ではたらこを指す。これはスケトウダラを示す朝鮮語の「ミョンテ」（明太 / 명태、myeongtae）の子という意味である。
生たらこという呼称は、塩漬け加工を受ける前の魚卵そのままのものを指してレトロニム的に用いられる場合と、おにぎりの具などに関して塩漬け加工済みだが非加熱のものを焼きたらこと対比させるために「生」と明示する場合とがある。

## 生産
排他的経済水域設定以後は海域の規制により日本産原料が減ったが、1993年のベーリング海の自主的操業中止以降はアメリカ・ロシアより冷凍原料を買い入れている。現在の日本産の原料はたらこ原料の10%程度に減産。主に北海道日本海沿岸では、延縄漁によって漁獲され、太平洋・オホーツク海では、刺し網・定置網漁で漁獲される。延縄での釣り漁法で漁獲される「釣り物たらこ」はたいへん希少であり、市場で安定的に出回ることはまずない。
そのためアラスカの上質な原料を輸入し国内で漬け込み生産を行っている。
主に輸入業者としてはトライデントシーフード、マリンフーズ株式会社などがある。

### 主要産地
- 宮城県石巻市 - 遠洋漁業の基地である石巻漁港周辺には水産加工品業者が多数立地し、特にかつてはたらこ加工生産量日本一の町であったが、東日本大震災で打撃を受けた[7]。
- 虎杖浜 - 日本屈指のたらこ加工地。テレビなどの通販番組でも、「虎杖浜産のたらこ」として扱うなどブランド化。「虎杖浜たらこ」は地域団体商標として当該事業組合が特許庁より登録査定を受けている。近年、漁獲量の減少により、虎杖浜地区で生産されるたらこは輸入冷凍卵を扱うことも多くなったが、地物主体の加工業者と輸入もの主体の加工業者とのすみ分けができている。
- 北海道日本海沿岸 - スケソウダラの一本釣りにより傷みが少ない良質な「釣りたらこ」。少量生産のため価格は高め。

### 添加物
大手量販店の特売品に使用されることのある食品添加物には、次のようなものがある。
- 食塩
- 調味料 - （製品により「調味料（アミノ酸等）」と記載されるが、この場合は化学調味料を指す。）
- 酸化防止剤 - ビタミンC
- ナイアシン
- 甘味料 - ソルビット
- 着色料 - 赤色102号、 黄色5号、 赤色106号
- 発色剤 - 亜硝酸ナトリウム

### 辛子明太子
今日では、単に「明太子」といえば辛子明太子を指すことが一般的であるが、元々は明太子（めんたいこ）はたらこを示す方言であった。辛子明太子の生産と消費が多い福岡市をはじめとした西日本の一部地方では、唐辛子を使わない、本稿で説明しているたらこを「明太子」と呼び、辛子明太子とは明確に呼び分けている。土産物としてメジャーになった辛子明太子が広まるうちに、その略称としての「明太子」が全国に定着したと考えられている。

## 食べ方

### 料理
- 煮物 - 塩漬けしていない生たらこを用いる
- しらたきのまさご和え - しらたきにほぐしたたらこを炒め合わせる
- おにぎり[8]
- 焼きたらこ
- 茶漬け
- ふりかけ
- たらこスパゲッティ
- たらこ焼きそば - カップ焼きそばにも見られる
- タラモサラダ - 日本ではたらこを用いて作る

### 加工用
- 煎餅
- その他スナック菓子などの材料に使用されることがある。

### 保存
塩たらこは、塩漬けや食品添加物の効果により微生物の繁殖が抑えられてはいるものの、冷蔵庫での保存を要する。長期保存は冷凍状態で行われる。塩漬けされていない生たらこは、さらに日持ちが悪い。

### 危険性
市販のたらこは、食中毒の原因菌の一種であるリステリアの汚染を微量ながら受けている個体も存在する為、購入後の温度管理を徹底する必要がある。
イクラと並んで、魚卵アレルギーを起こす代表的な食品として知られている。両者の間には交叉感化が起こることもある。また、たらこのタンパク質自体ではなく、加工時に加えられたさまざまな食品添加物への反応もある。

## たらこから名づけられたもの
- 巨大な唇の事を、その形状の類似から「たらこ唇」と揶揄する事がある。生まれつきのものではなく、年齢とともに身体が成長する過程で形成される。
- 旧国鉄末期の気動車の塗装（朱色5号一色）の蔑称で使われることがある。
- Tarako - サザンオールスターズのシングル。本稿の「たらこ」がタイトルの由来。